# Lacul Bâlbâitoarea (sit SCI)
Lacul Bâlbâitoarea este o arie protejată (arie specială de conservare — SAC, sit de importanță comunitară — SCI) din România, desemnată în scopul protejării biodiversității și menținerii într-o stare de conservare favorabilă a florei spontane și faunei sălbatice, precum și a habitatelor naturale de interes comunitar aflate în arealul zonei de protecție. Aceasta se află în județul Prahova, pe teritoriul administrativ al comunei Bătrâni.

## Localizare
Aria naturală  se întinde în extremitatea nord-estică a județului Prahova (aproape de limita teritorială cu județul Buzău), în partea nordică a satului Poiana Mare.

## Înființare
Zona a fost declarată sit de importanță comunitară prin Ordinul Ministerului Mediului și Dezvoltării Durabile Nr.1964 din 13 decembrie 2007 (privind instituirea regimului de arie naturală protejată a siturilor de importanță comunitară, ca parte integrantă a rețelei ecologice europene Natura 2000 în România) și se întinde pe o suprafață de 3 hectare. Situl a fost protejat și ca arie specială de conservare în mai 2022.

Aria protejată reprezintă zonă montană încadrată în bioregiune alpină (mlaștini, turbării, luciu de apă, păduri de foioase și păduri în tranziție), aflată în Subcarpații de Curbură (o subdiviziune a Carpaților Orientali); ce adăpostește o gamă floristică diversă și asigură condiții de hrană și viețuire pentru o mare varietate de faună caracteristică zonelor umede.

## Biodiversitate
Situl a fost desemnat în scopul protejării biodiversității și menținerii într-o stare de conservare favorabilă a florei și faunei sălbatice, precum și a unor habitate de interes comunitar de tip Turbării active și Pajiști cu Molinia pe soluri calcaroase, turboase sau argiloase (Molinion caeruleae).

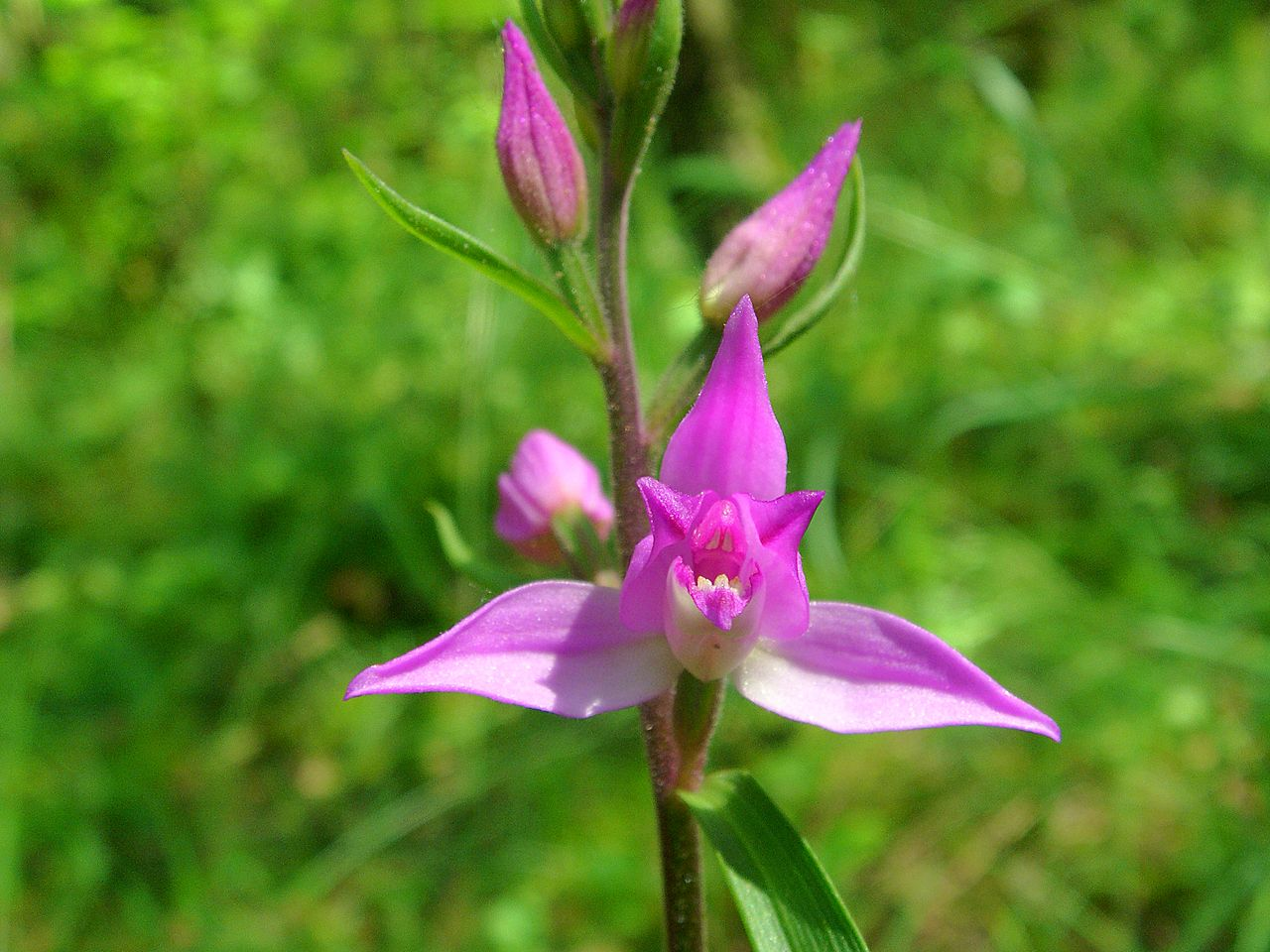
Căpșunică (Cephalanthera rubra)

Printre speciile faunistice aflate la baza desemnării sitului se află amfibieni și reptile cu specii de: izvoraș-cu-burta-galbenă (o broască din specia Bombina variegata, specie aflată pe lista roșie a IUCN), broască roșie de munte (Rana temporaria), triton cu creastă (Triturus vulgaris), șarpe de apă (Natrix tessellata), șopârla de munte (Lacerta vivipara) și păianjeni cu specii de Pardosa amentata, Trochosa terricola, Pirata hygrophilus și Tetragnatha montana.
Flora este reprezentată de plante cu specii de: peștișoară (Salvinia natans), o specie rară de mușchi (Drepanocladus vernicosus), roua cerului (Drosera rotundifolia), pipirigul-cerbilor (Scheuchzeria palustris), buzișor (Corallorhiza trifida), căpșunică (Cephalanthera rubra), bumbăcăriță (Eriophorum gracile) sau rogoz (Carex diandra).

## Căi de acces
- Drumul național DN1A pe ruta: Ploiești - Lipănești - Măgurele - Gura Vitioarei - Vălenii de Munte - drumul județean 102B pe ruta: Ciocrac - Ogretin - Nucșoara de Sus - Valea Plopului - Bătrâni.

## Monumente și atracții turistice
În vecinătatea sitului se află mai multe obiective de interes istoric, cultural și turistic; astfel:

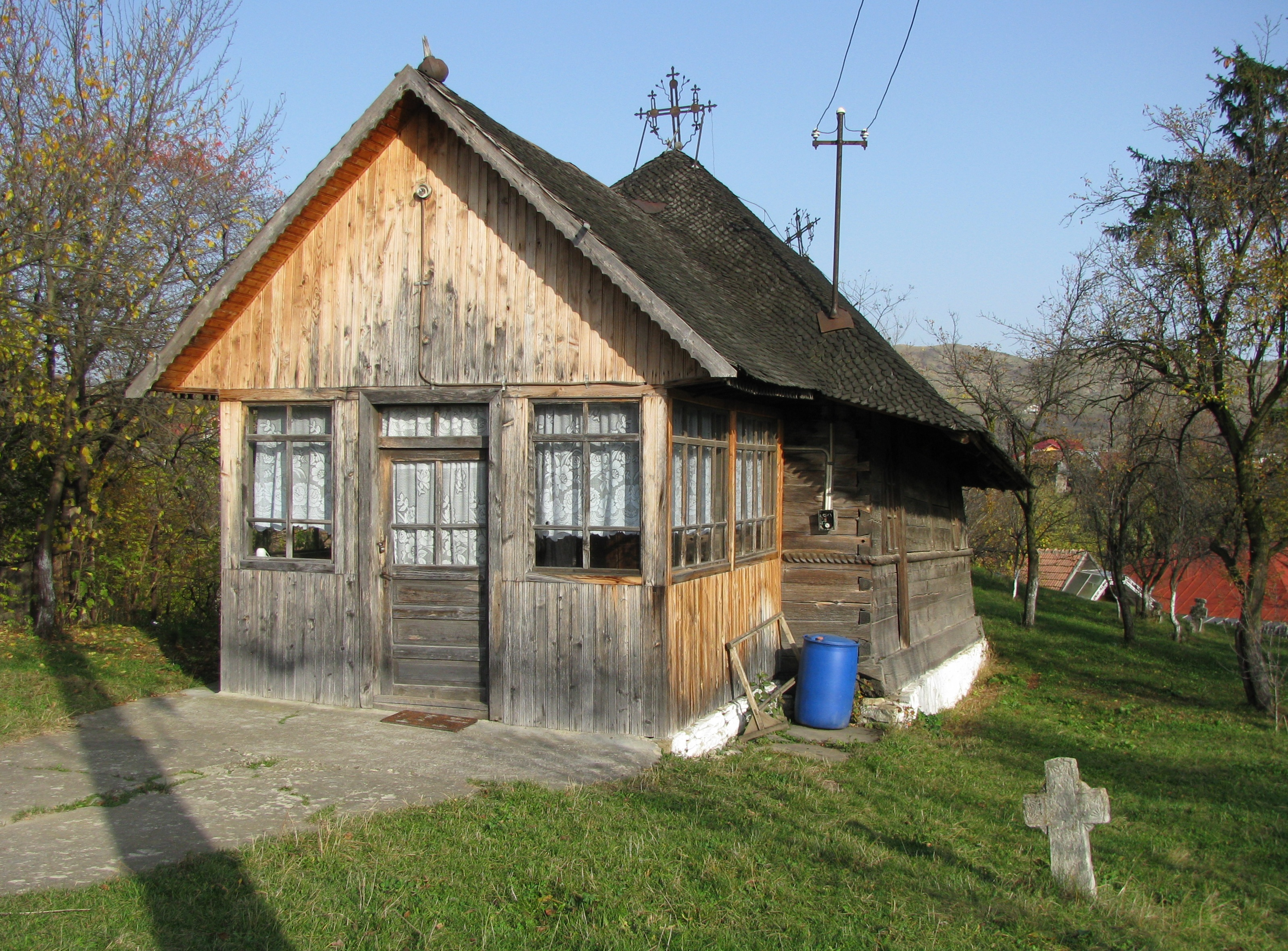
Biserica de lemn Starchiojd-Gărbeasca

- Biserica de lemn "Cuvioasa Paraschiva" - Gârbească (Biserica Mică) din satul Starchiojd, construcție 1780, monument istoric.
- Biserica de lemn "Sf. Nicolae Vechi" din Starchiojd, construcție secolul al XVIII-lea (reconstruită în 1980-1987), monument istoric.
- Siturile arheologice ("Șuguleasca" și "La crucea lui Benea") de la Starchiojd (sec. VI p. Chr., sec. II - III p. Chr., sec. V-VII p. Chr.).
- Situl arheologic de la Bătrâni (sec. IV-VI p. Chr., sec. IV-I a. Chr., sec. V p. Chr.).
- Ansamblul rural (gospodării țărănești, secolul al XIX-lea) din satul Bătrâni, monument istoric.
- Ansamblul rural (gospodării țărănești) din satul Starchiojd, mijl. sec. XVIII - înc. sec. XX și sf. sec. XVIII-înc. sec. XX), monument istoric.
- Ansamblul rural (gospodării țărănești din secolul al XIX-lea) din satul Poiana Mare, monument istoric.